# St. Gregor (Ohlangen)

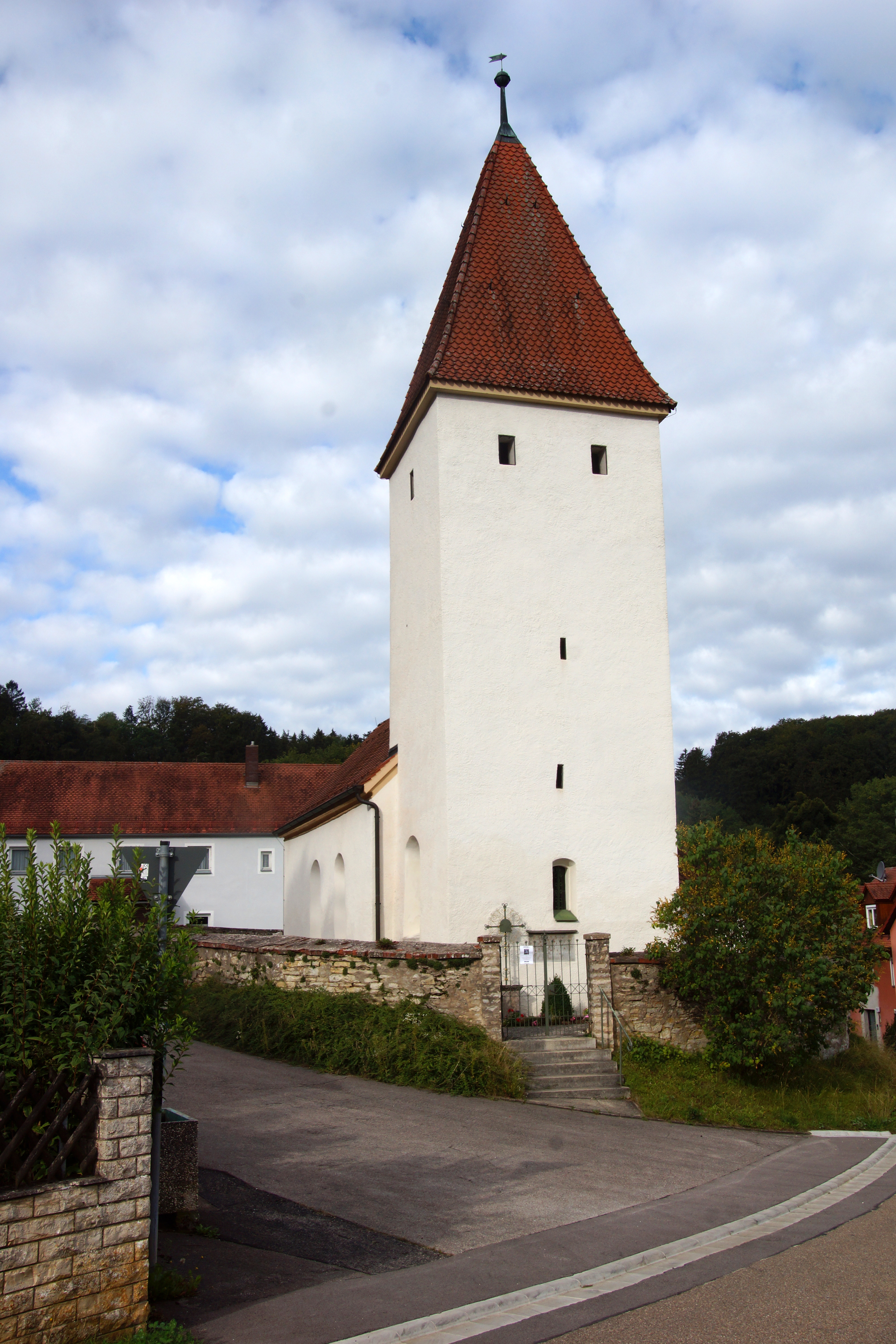
St. Gregor (Ohlangen)

Die römisch-katholische, denkmalgeschützte Filialkirche St. Gregor steht in Ohlangen, einem Gemeindeteil des Marktes Thalmässing im Landkreis Roth (Mittelfranken, Bayern).  Das Bauwerk ist unter der Denkmalnummer D-5-76-148-78 als Baudenkmal in der Bayerischen Denkmalliste eingetragen. Die Kirche gehört zur Pfarrei St. Peter und Paul in Thalmässing im Pfarrverband Heideck-Laibstadt-Liebenstadt-Thalmässing des Bistums Eichstätt.

## Beschreibung
Die Saalkirche stammt im Kern aus dem 14. Jahrhundert. Zwischen 1595 und 1599 wurde das Langhaus verlängert und der Chorturm im Osten aufgestockt und mit einem Pyramidendach bedeckt.
Der Innenraum des Chors, d. h. das Erdgeschoss des Chorturms, ist mit einem Kreuzrippengewölbe überspannt, der des Langhauses mit einer Flachdecke. Zur Kirchenausstattung gehört ein Hochaltar, in dem sich eine sitzende Statue des heiligen Gregor befindet, die um 1510 gestaltet wurde. Im linken Seitenaltar befindet sich ein keramisches Marienbildnis, entstanden um 1460. In der Sakristei an der Nordwand des Chorturms befindet sich eine Statuette, die um 1320 entstanden ist.